# Kleine superster
Kleine superster is een lied van de Nederlandse zanger Jan Smit. Het werd in 2015 als single uitgebracht en stond het jaar ervoor als tiende track op het album Jij & ik.

## Achtergrond
Kleine superster is geschreven door Smit en geproduceerd door Thomas Tol. Het is een nummer uit het genre palingpop. Het lied werd door Smit geschreven voor zijn toen 1-jarige zoon. Voordat de single werd uitgebracht was er door Smit een actie georganiseerd waar ouders een foto van hun kind konden insturen, waarna de meest gelikete kinderen op de cover en in de videoclip konden komen.
Van de single werd zowel een "jongens" als "meisjes" versie uitbracht. Op de cover en in de videoclip van de jongensversie zaten jongens en vice versa. Ook waren er andere nummers op de B-kanten van de verschillende singles te vinden. Op de jongensversie stonden liveversies van Iets met amore, Jij & ik en van Kleine superster zelf. Op de meisjes versie stond een andere versie van Kleine superster en liveversies van Als ik maar bij jou kan zijn en Uit het oog, in m'n hart. De single heeft in Nederland de gouden status.

## Hitnoteringen
De artiest had succes met het lied in de hitlijsten van Nederland. Het piekte op de derde plaats van de Nederlandse Single Top 100 en stond twee weken in deze hitlijst. De Nederlandse Top 40 werd niet bereikt; het kwam hier tot de elfde plaats van de Tipparade.